# Carl Julius De la Gardie
Carl Julius De la Gardie, döpt 17 oktober 1729 i Stockholm, död där 27 februari 1786, var en svensk greve och militär.
Han var kapten och förste överadjutant.
Han var yngste son till Magnus Julius De la Gardie och Hedvig Catharina Lillie samt bror till vetenskapskvinnan Eva De la Gardie. Han var gift med Magdalena Christina Stenbock (1729–1801), dotter till Fredrik Magnus Stenbock (1696–1745) och Ebba Margaretha De la Gardie (1704–1775) och överhovmästarinna hos Sofia Albertina 1776–1797.

## Barn
1. Magnus Jakob De la Gardie (1753–1802) gift 1785 med Ottilia Johanna von Peetz.
2. Catharina Ebba De la Gardie (1754–1761)
3. Carl Gustaf De la Gardie (1755–1755)
4. Pontus Ulrik De la Gardie (1757–1761)
5. Maria Aurora De la Gardie (1758–1811), gift 1775 med Adam Johann von Baranoff.
6. Hedvig Ulrika De la Gardie (1761–1832), gift 1785 med Gustaf Mauritz Armfelt.
7. Axel Julius De la Gardie (1762–1766)